# Не отпускай меня (фильм)
«Не отпуска́й меня́» (англ. Never Let Me Go) — британский фильм-антиутопия режиссёра Марка Романека, экранизация одноимённого романа лауреата Нобелевской премии по литературе Кадзуо Исигуро. В США картина вышла в прокат 15 сентября 2010 года, в Великобритании — 21 января 2011 года, в России — 10 марта 2011.

## Сюжет
Фильм повествует о воспоминаниях Кэти, молодой женщины двадцати восьми лет, о её детстве в необычной школе-интернате и последующей взрослой жизни. Действие происходит в антиутопической Великобритании конца XX века, в которой люди клонируются для создания живых доноров органов для пересадки. Кэти и её друзья по интернату созданы как такие доноры.
В  школе-интернате Хейлшем учителя поощряют детей заниматься творчеством в самых разных формах, хотя конечная цель этого воспитанникам неизвестна. Лучшие работы выбираются женщиной, известной как Мадам, и увозятся из Хейлшема. По общему мнению, они выставляются в некой Галерее. Необычность Хейлшема дополнительно раскрывается через частые медосмотры, почти параноидальную заботу о здоровье воспитанников и изоляцию от внешнего мира, в том числе через полное отсутствие родителей и вообще любых родственников воспитанников. Тем не менее они сами не видят какой-либо необычности интерната.
В Хейлшеме образовался своеобразный треугольник из Кэти, достаточно скромной и романтичной натуры, Томми, не слишком хорошо вписывающегося в коллектив воспитанников, особенно в детстве, и Рут — экстраверта и лидера своей компании.
По достижении совершеннолетия воспитанники покидают Хейлшем и попадают в различные заведения. Главные герои фильма вместе отправляются в Коттеджи, где начинают знакомиться с внешним миром. Здесь Рут и Томми формируют любовную пару.
Вскоре Кэти становится опекуном, что позволяет ей оттянуть начало трансплантаций, а Томми и Рут — донорами. Через некоторое время Кэти случайно встречает Рут, которой сделали уже две выемки. Рут уговаривает Кэти найти Томми, и, следуя последним признаниям и пожеланиям Рут, они становятся любовниками. Рут перед третьей, смертельной для неё выемкой находит для них адрес Мадам. Кэти и Томми подготавливают рисунки, надеясь, что с их помощью Мадам сможет заглянуть в их души и распознать настоящую любовь. Однако у Мадам они наконец-то узнают, почему творчеству придавалось такое значение в Хейлшеме: преподаватели хотели доказать, что у клонов тоже есть душа. Кэти и Томми понимают, что в Хейлшеме проводился эксперимент с целью улучшить положение клонов и, возможно, изменить отношение общества к ним как к бездушным источникам медицинского материала.
Фильм заканчивается смертью Томми и принятием Кэти своей судьбы в качестве будущего донора и, в конце концов, ранней смерти.

## В ролях
| Актёр             | Роль       |
| ----------------- | ---------- |
| Кэри Маллиган     | Кэти       |
| Эндрю Гарфилд     | Томми      |
| Кира Найтли       | Рут        |
| Салли Хокинс      | мисс Люси  |
| Шарлотта Рэмплинг | мисс Эмили |
| Иззи Майкл-Смолл  | юная Кэти  |
| Чарли Роу         | юный Томми |
| Элла Пёрнелл      | юная Рут   |
| Андреа Райсборо   | Крисси     |
| Донал Глисон      | Родни      |
| Натали Ричард     | Мадам      |

## Кассовые сборы
Первые выходные в прокате были коммерчески не совсем удачными. Фильм был продемонстрирован в 265 кинотеатрах в Великобритании, собрав £ 625 000, заняв девятое место в кассовом списке. Показатели дохода ухудшились и на второй неделе снизились на 45 %, составив £ 338 404. В общей сложности «Не отпускай меня» заработал 9,4 млн. $ по всему миру.
Согласно новостному сообщению, опубликованному  21 октября, к пятой неделе выпуска фильм стал «несомненным разочарованием» с коммерческой точки зрения. Издание Los Angeles Times отметило, что средний показатель посещаемости на кинотеатр был настолько низким, что его дистрибьютор решил сократить количество показов в последующие недели.

## Отзывы
Экранизация получила в основном положительные отзывы кинокритиков. На сайте Rotten Tomatoes фильм имеет рейтинг 71 %, на основании 185 рецензий критиков, со средней оценкой 6,8 из 10. На Metacritic — 69 баллов из 100 на основе 37 обзоров. Известный кинокритик Роджер Эберт дал фильму высшую оценку — 4 звезды.

## Саундтрек
| Композиция                       | Автор                                         | Исполнитель                                      |
| -------------------------------- | --------------------------------------------- | ------------------------------------------------ |
| «Hailsham School Song»           |                                               |                                                  |
| «Count Your Blessings and Smile» | Гарри Гиффорд, Фредерик Клифф и Джордж Формби | Джордж Формби                                    |
| «Never Let Me Go»                | Лютер Диксон                                  | Джейн Монхайт                                    |
| «Sunshine Street»                | Майк Смит и Ричард Эрскин                     |                                                  |
| «L'Iguana dalla Lingua di Fuoco» | Стельвио Чиприани                             |                                                  |
| «Harbor Lights»                  | Джимми Кеннеди и Вильгельм Грош               | Гай Ломбардо и His Royal Canadians               |
| «Ye Banks and Braes»             | народная                                      | Фил Келсолл                                      |
| «Going to Work»                  | Тони Михэн                                    |                                                  |
| «Sailboats and Cypresses»        | Юджин Сайнз                                   |                                                  |
| Увертюра из оперы «Микадо»       | Уильям Гилберт и Артур Салливан               | Даррелл Фанкорт и The D'Oyly Carte Opera Company |

## Награды и номинации
- 2010 — Премия британского независимого кино лучшей актрисе (Кэри Маллиган), а также пять номинаций: лучший британский независимый фильм, лучший режиссёр (Марк Романек), лучший сценарий (Алекс Гарленд), лучшая актриса второго плана (Кира Найтли), лучший актёр второго плана (Эндрю Гарфилд)
- 2011 — пять номинаций на премию «Сатурн»: лучший научно-фантастический фильм, лучший сценарий (Алекс Гарленд), лучшая актриса (Кэри Маллиган), лучшая актриса второго плана (Кира Найтли), лучший актёр второго плана (Эндрю Гарфилд)
- 2011 — номинация на премию «Независимый дух» за лучшую операторскую работу (Адам Киммел)